# Yeu-sziget
Yeu-sziget (franciául Île d’Yeu, IPA: [il djø]) egy kisebb sziget Franciaország nyugati, Atlanti-óceáni partja előtt. Loire mente régióhoz, azon belül Vendée megyéhez tartozik. 
Lakóinak neve „Îslais” (nem „Îliens”, eltérően más „sziget” nevű település lakóitól), vagy más néven „Ogiens”, ez utóbbi szóban a sziget germán eredetű ősi neve (Augia, Oya) tükröződik.

## Földrajz
Hossza kb. 9,5 km, legnagyobb szélessége 4 km, területe 23,3 km². Távolsága a kontinenstől mintegy 20 km, az európai francia szigetek sorában ez a második legnagyobb távolság, ennél messzebb a francia szárazföldtől csak Korzika szigete fekszik. Legnyugatibb pontja a But-fok (pointe du But), legkeletibb pontja a Holló-fok (pointe des Corbeaux).
Legmagasabb pontja 35 m-rel van a tenger szintje fölött.

## Történelme
A francia forradalom előtt a Yeu-sziget, a tőle északra fekvő Noirmoutier-szigettel (Île de Noirmoutier) együtt a történelmi Poitou tartományhoz tartozott.

## Községei

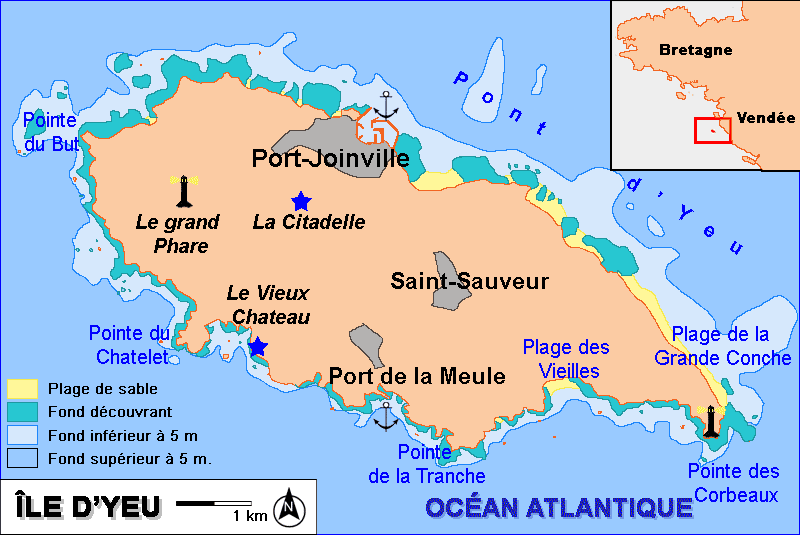
Yeu közigazgatási térképe

A sziget közigazgatásilag egyetlen községi önkormányzathoz, L’Île-d’Yeu-höz tartozik, amely egyben az azonos nevű kantont is alkotja. (Megjegyzés: a sziget (Île d'Yeu) és a település (L'Île-d'Yeu) francia nevének írásmódja a névelőben és a kötőjelben is különbözik).
A községcsoport főhelye Port-Joinville (régi nevén Port-Breton), Saint-Sauveur (régi nevén „le bourg”, azaz „a város”) és La Meule. 

## Nevezetességek
- A második világháború után Port-Joinville-be száműzték a háborús bűnösként elítélt Henri Pétain marsallt. Itt hunyt el 1951-ben, itt is van eltemetve.
- Az itt álló, középkori eredetű várban az első világháború alatt fogolytábor működött. Kuncz Aladár Fekete kolostor c. regényében ír itt töltött éveiről.

## Fotók

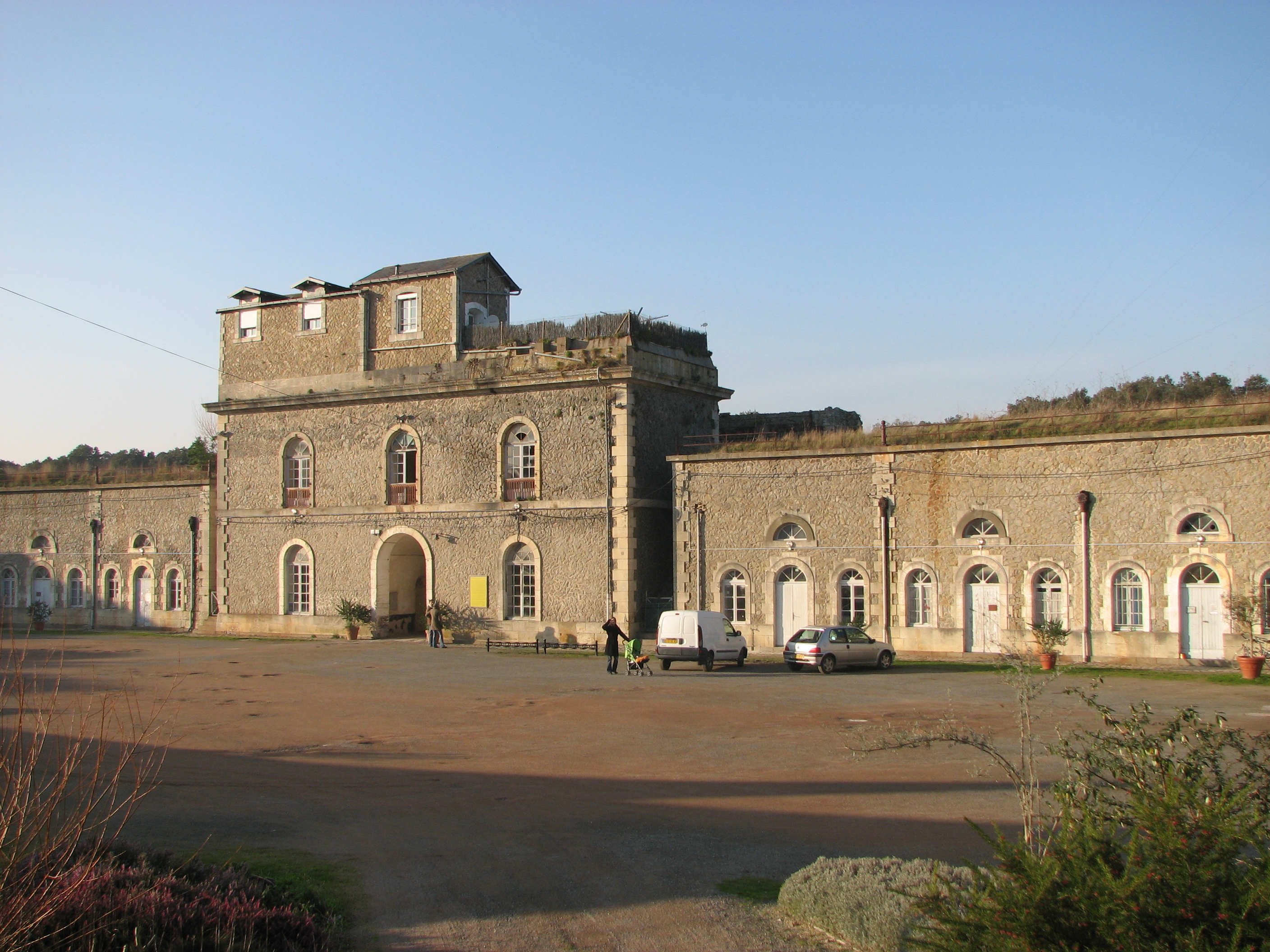
A Pierre-Levée erőd
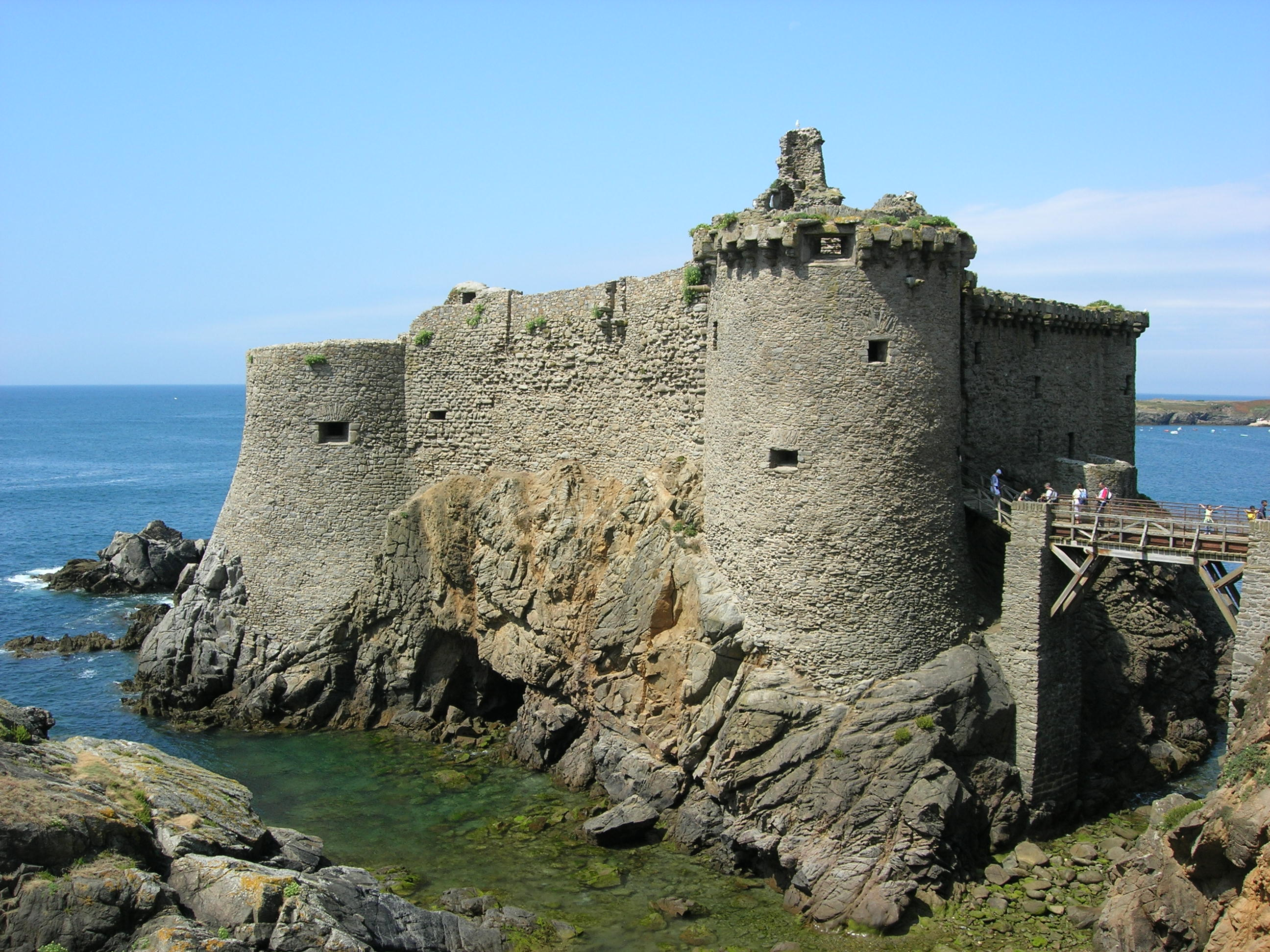
Régi vár Yeu szigetén
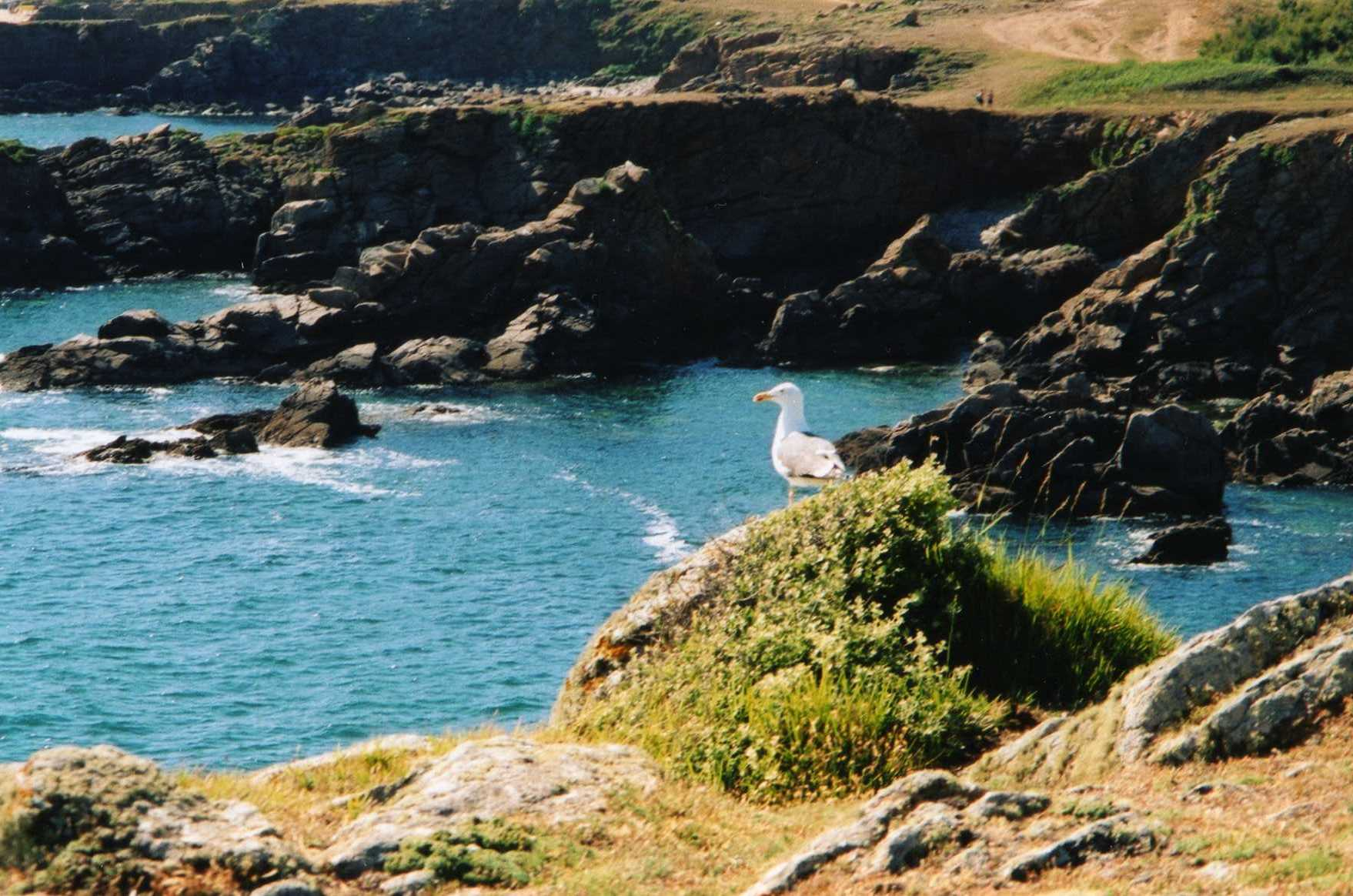
Természetvédelem alatt álló partszakasz
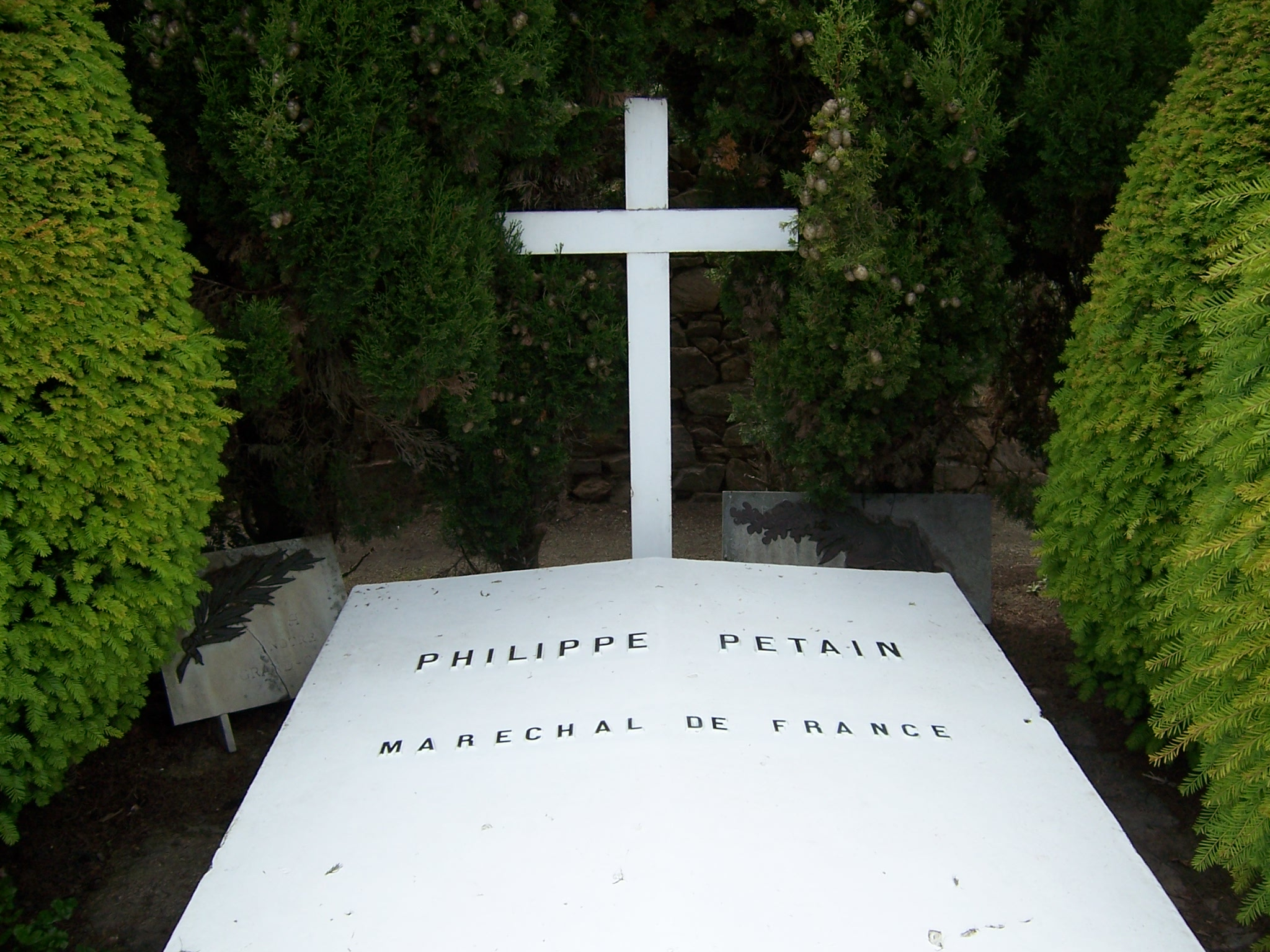
Pétain marsall sírja Port-Joinville-ben